# Frauenkirche (Grimma)

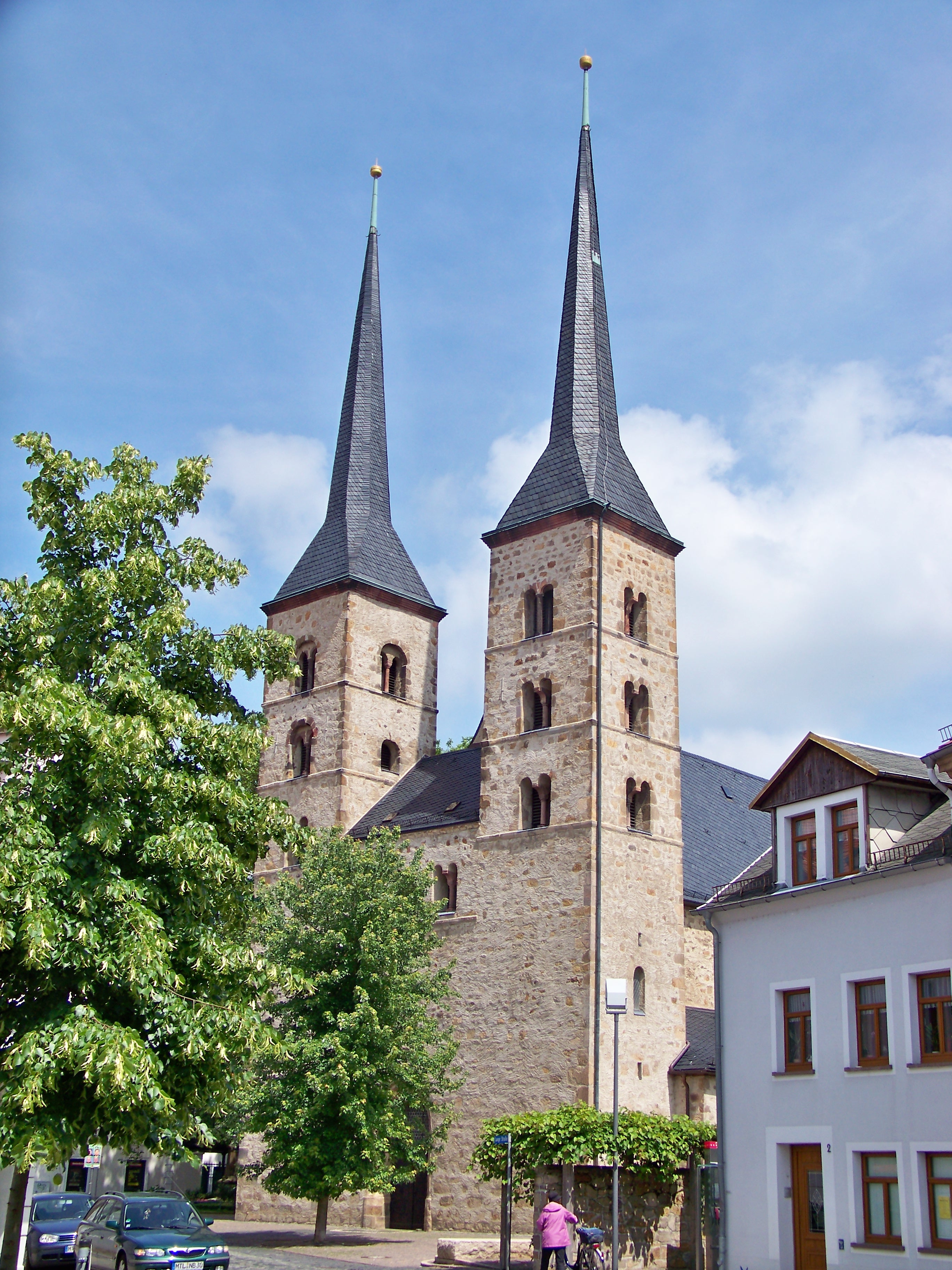
Die Frauenkirche zu Grimma

Die Frauenkirche zu Grimma ist ein Kirchengebäude der Evangelisch-Lutherischen Landeskirche Sachsens in Grimma im Landkreis Leipzig im Freistaat Sachsen. Der Sakralbau prägt mit seinen beiden jeweils 46 Meter hohen Türmen das Stadtbild von Grimma maßgeblich mit. Ihren Ursprung hat die Kirche in einer nach 1170 entstandenen, kleinen Marktkirche Unserer lieben Frauen St. Marien nahe dem alten Markt, heute Baderplan. 

## Geschichte

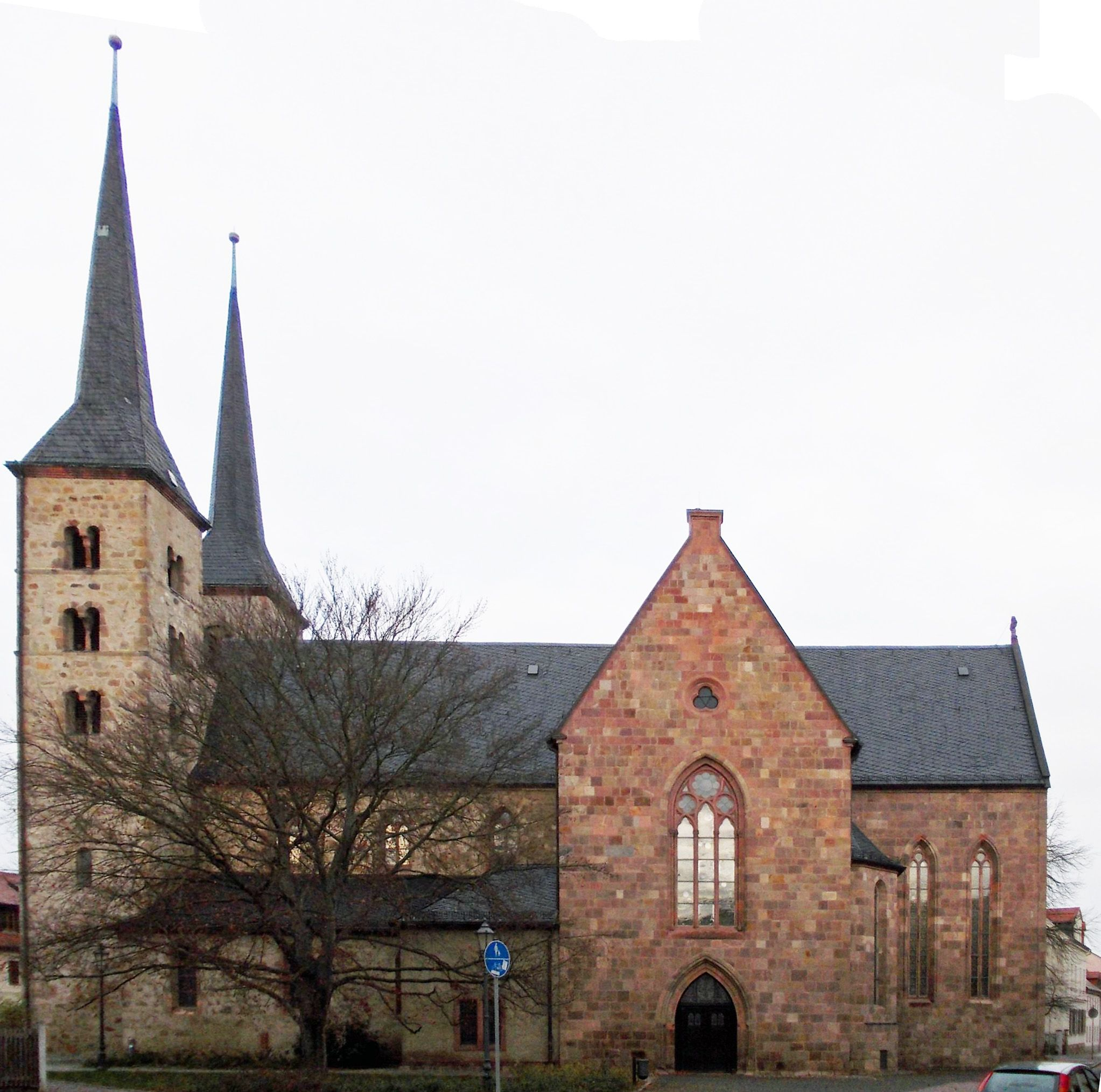
Seitenansicht von Süden

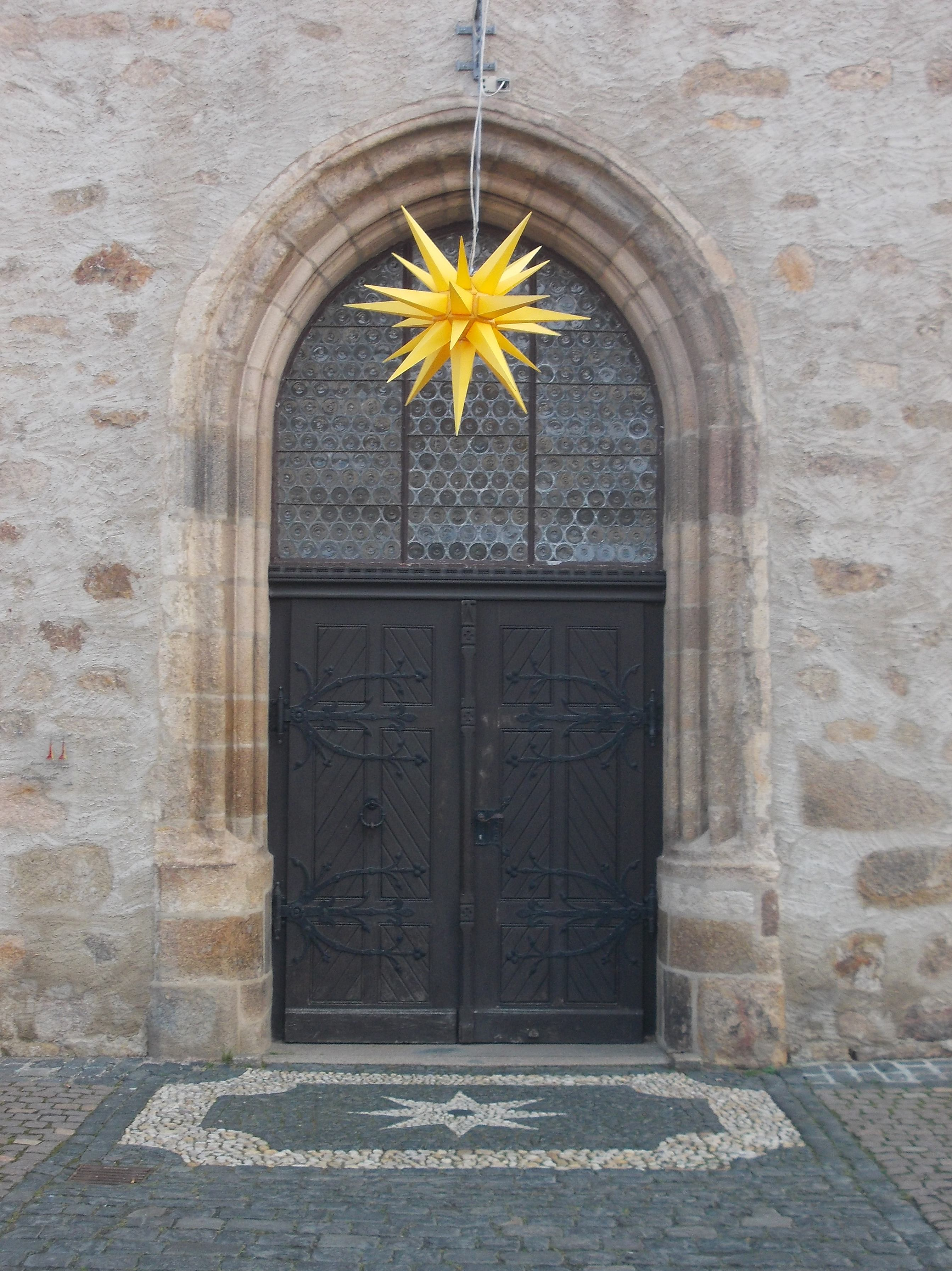
Portal

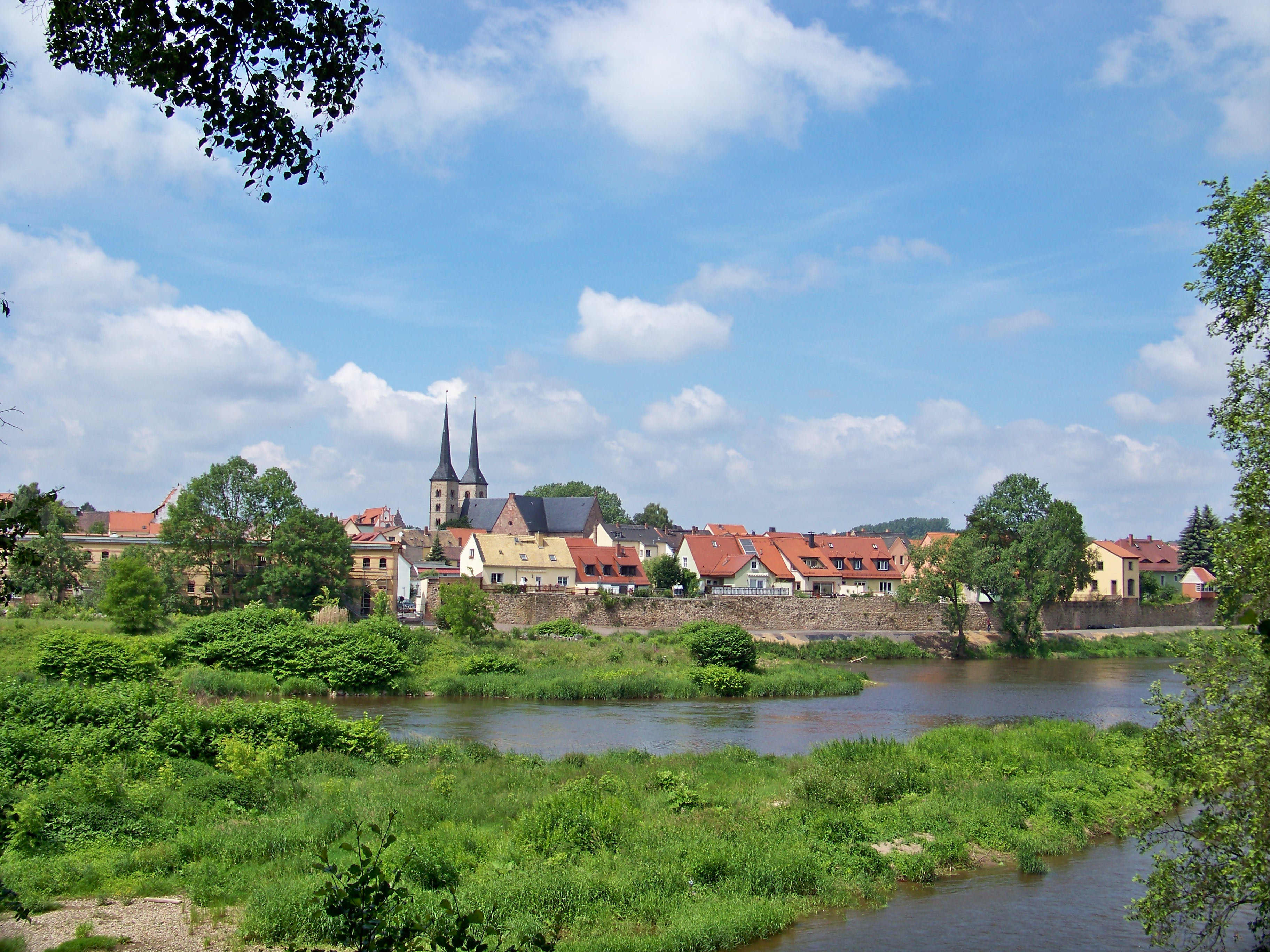
Blick auf die Altstadt von Grimma mit der Frauenkirche

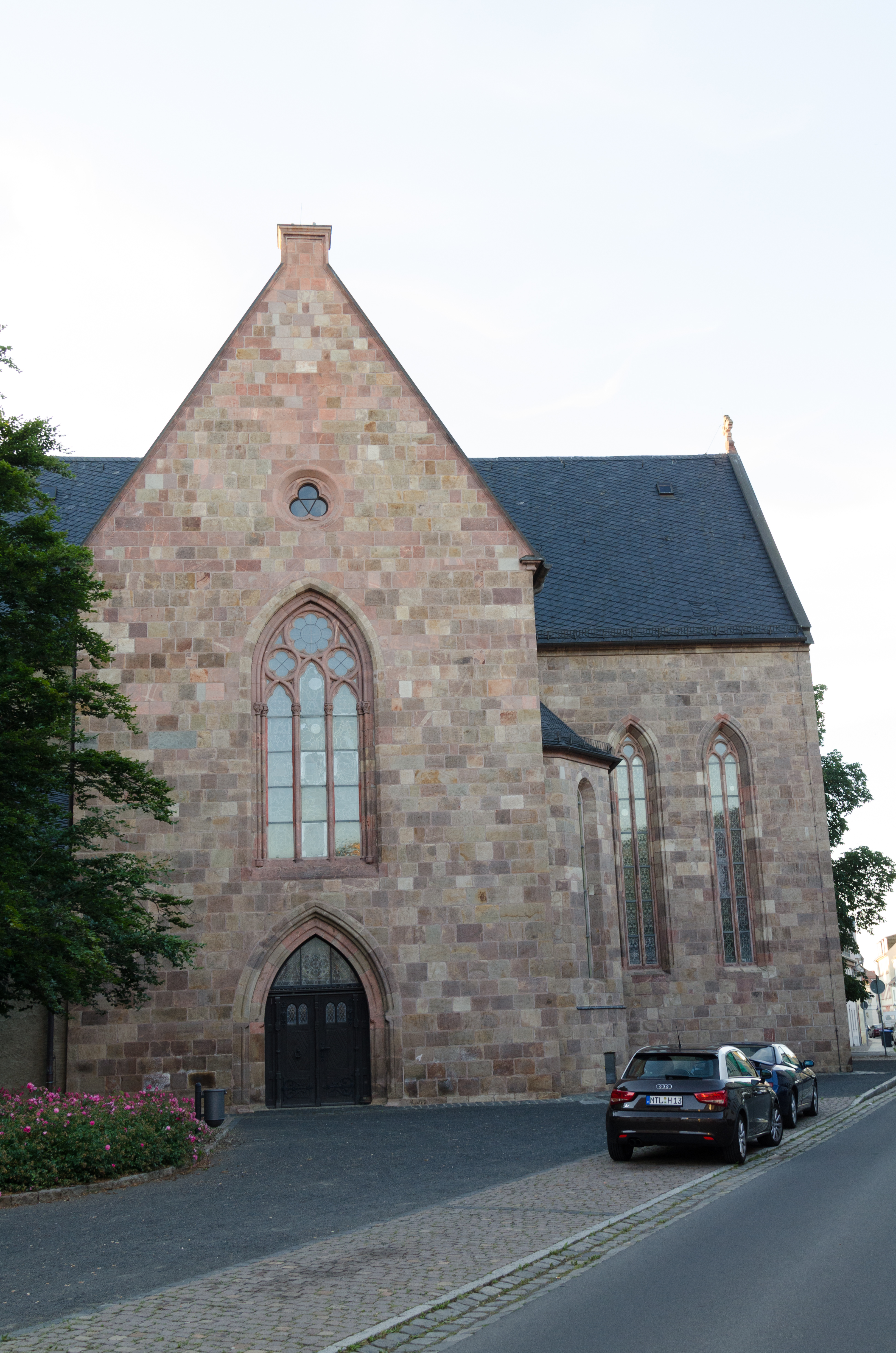
Querschiff

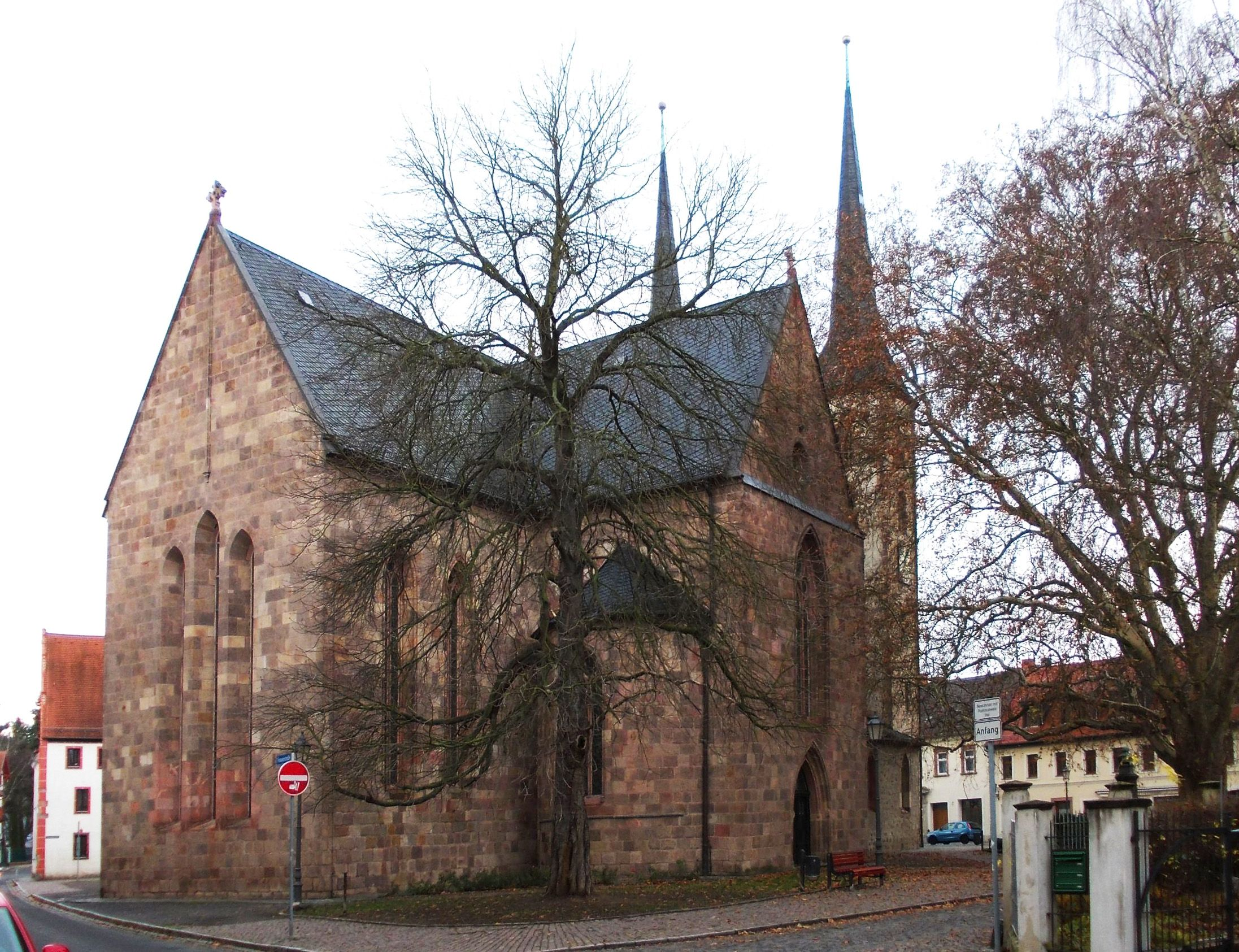
Nord-Ost-Seite

Ende des 12. Jahrhunderts entstand in der Nähe des alten Marktplatzes (des heutigen Baderplans) eine romanische Kirche, wo zuvor eine Holzkirche stand. 
Ab 1220 wurde die Frauenkirche in gotischem Stil erweitert. Das Kirchenschiff hat vier Spitzbogen-Arkaden auf quadratischen Pfeilern, die in ein Kreuzrippengewölbe münden. Das Querschiff entstand um 1462; der Stadtbrand von 1430 hatte auch die Kirche beschädigt. Bis zur Reformation unterstand die Frauenkirche dem Bischof von Merseburg und war Sitz eines Archidiakons. Im Jahr 1529 erhielt Grimma eine Superintendentur.

## Bauwerk
Die Frauenkirche Grimma ist eine aus Rochlitzer Stein aufgeführte dreischiffige Pfeiler-Basilika mit Querschiff, rechtwinklig geschlossenem Hauptchor im Osten (Altarraum), zwei halbkreisförmigen Apsiden (Nischen) und breiter Westvorhalle mit Türmen. 
Der älteste Teil der Kirche ist die Ende des 12. Jahrhunderts entstandene Westturmfront im romanischen Baustil. Das breite Turmwerk bildet eine mit gekuppelten Rundbogenfenstern versehene Halle. Darüber teilt es sich in zwei einzelne Türme mit je drei Stockwerken, ebenfalls mit gekuppelten Rundbogenfenstern mit unterschiedlich gemeißelten Kapitellen. Die Höhe beider Türme beträgt rund 46 Meter.
Wohl bis 1240 wurde das im gotischen Baustil errichtete Langhaus vollendet, ursprünglich ohne das Querschiff, welches erst bei der Teilerneuerung um 1462 hinzugefügt wurde.
Ursprünglicher Untergrund der Kirche sind Kies und toniger Lehm im Hochwasserbereich der Mulde. Das Gelände wurde daher wie auch der Kirchhof um etwa 1,5 Meter aufgeschüttet. Bauliche Änderungen erfolgten 1837, 1888 und 1928. 
Das Schiff hatte ursprünglich eine flache Decke und wurde wohl beim Umbau 1462 eingewölbt. Die mit Sockel und Kämpfern versehenen Pfeiler tragen spitze Bögen. Die drei miteinander kuppelnden, schlanken Fenster des Altarraumes finden sich in gleicher Weise an der Mulden- bzw. Ost-Seite der Klosterkirche Grimma.

## Altar

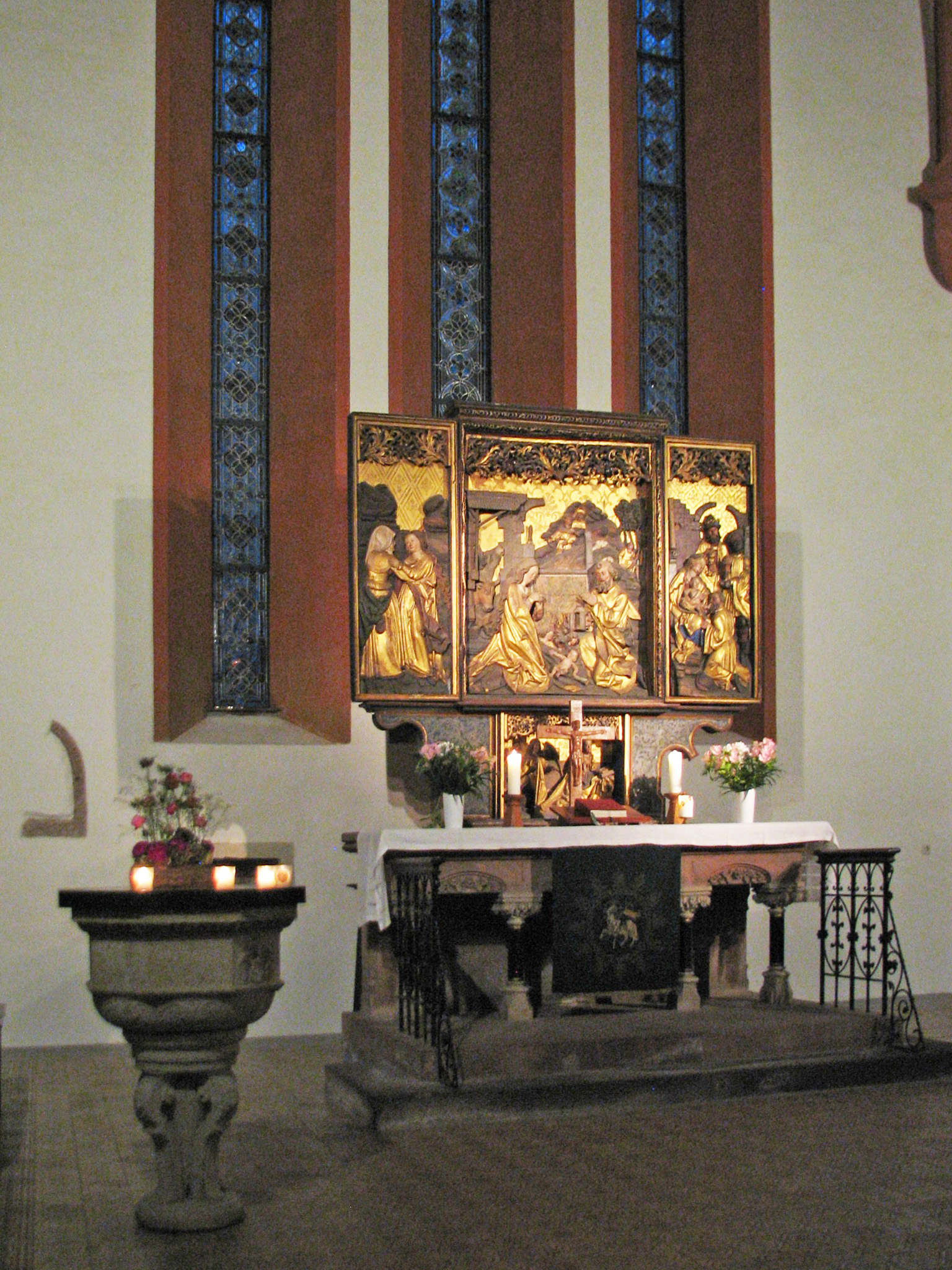
Taufstein und Altar im Kerzenschein

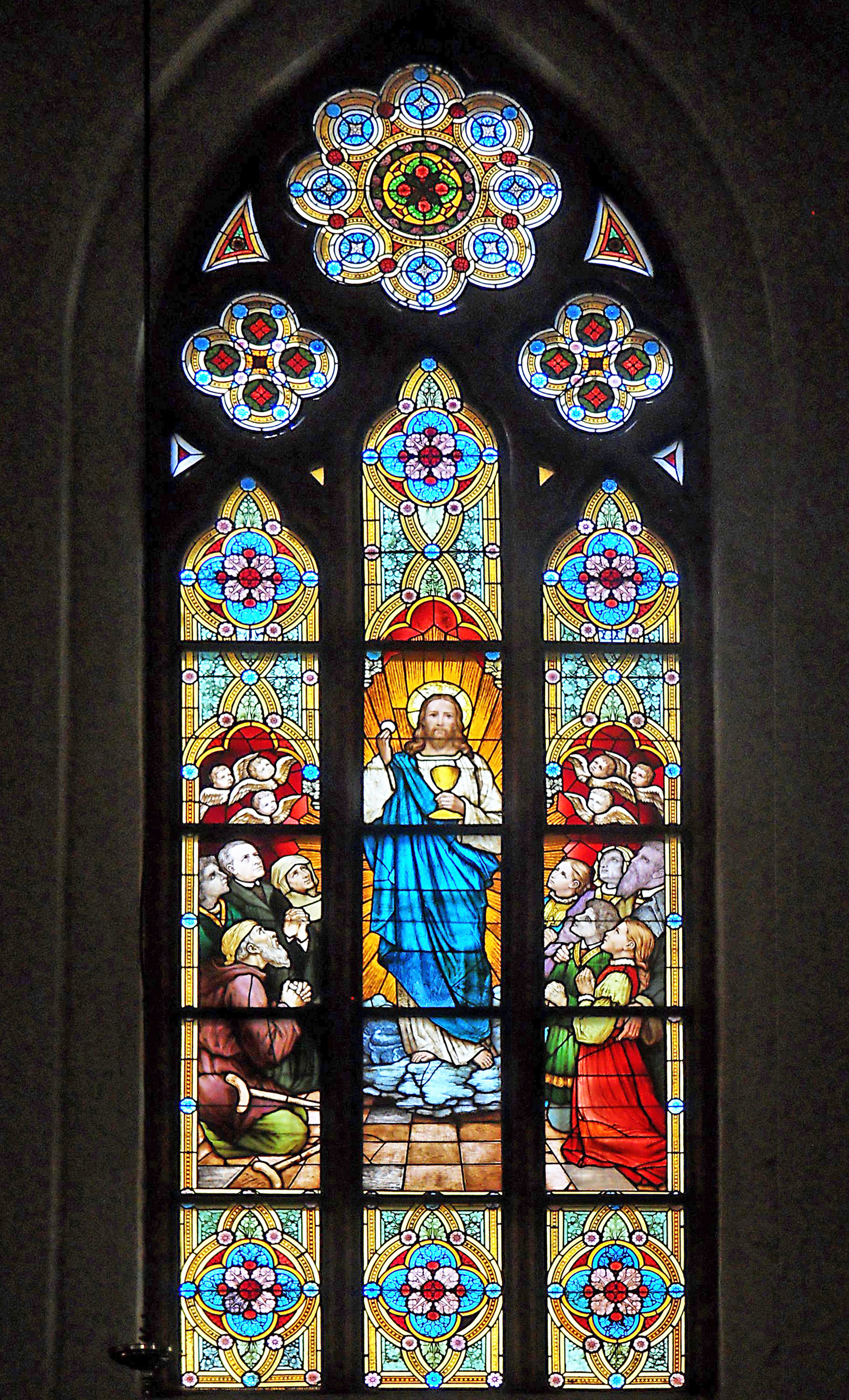
Linkes Altarraumfenster in der Frauenkirche Grimma

Das bedeutendste Kunstwerk der Frauenkirche ist der um 1510 entstandene spätgotische Flügelaltar. Er gilt als Werk des „Meisters des Knauthainer Altars“. Er zeigt im Mittelteil die Geburt Christi, im Unterteil und den Flügeln weitere Szenen aus der Weihnachtsgeschichte (Maria und Elisabeth, die Anbetung der Weisen, die Verkündigung der Geburt Christi). Das Altarretabel wurde 1837 aus der Kirche entfernt und 1924 wieder aufgestellt. 
Der Altar hat folgende Bildwerke: 
- Unterteil (Predella): Der Engel verkündet der knienden Maria die Geburt Jesu.
- Mittelschrein: Christgeburt. Das Kind auf Leinen, zwei Engel beugen sich darüber. Maria betend. Josef naht mit der Laterne und schützt die Augen vor dem Licht. Rind und Esel im Stall von Bethlehem. Auf Goldgrund Landschaft mit Hirten und Herden.
- Linker Flügel: Maria bei Elisabeth (Mutter Johannes des Täufers).
- Rechter Flügel: Anbetung der Weisen aus dem Morgenland.
- Außenseiten des in der Passionszeit geschlossenen Altars: 
  - Gemalte Bildwerke: Heiliger Georg, Heiliger Christophorus.
  - In der Mitte: Flucht nach Ägypten, Kindermord zu Bethlehem.

Die Bilder mit Einfluss offenbar der Cranachschen Schule entstanden wohl zwischen 1520 und 1530. Das Altar-Kruzifix ist eine Barock-Plastik aus dem Jahr 1729. 
Aus der 1888 abgebrochenen Nikolaikirche stammen drei um 1519 gefertigte, kunstvolle Altarfiguren: Petrus (im Altarraum links), Paulus (rechts) und Maria mit Kind (im Schiff links).

## Kanzel und Taufstein
Die neugotische Kanzel ist im 19. Jahrhundert entstanden: in der Mitte Jesus, zu beiden Seiten die vier Evangelisten. 
Der Taufstein stand ursprünglich in der 1888 abgebrochenen Nikolaikirche von Grimma. Er wurde 1598 im Renaissance-Stil geschaffen. 1943 wurde er in die Frauenkirche geholt, deren ehemaliger Taufstein in die Klosterkirche Grimma kam und jetzt in der Stadtkirche St. Aegidien in Colditz steht. Das Taufbecken aus Messing ist aus dem 15. Jahrhundert und zeigt Adam und Eva, die Schlange, die Pforte des Paradieses und Ranken. Die Inschrift in gotischen Buchstaben lautet vermutlich „Maria hilf“.

## Orgel
Die pneumatische Orgel mit ursprünglich 25 Registern schuf 1890 Jehmlich Orgelbau Dresden, die 1928 von Hermann Eule Orgelbau Bautzen umfassend umgebaut (Eule-Opus 167) sowie 1974 und 1995 erneuert wurde. Sie hat 31 klingende Register, verteilt auf zwei Manuale und das Pedal. Spiel- und Registertraktur sind pneumatisch. 2005 wurde das Schwellwerk um das Register Oboe 8′ aus der nicht mehr erhaltenen Eule-Orgel der Maria-und-Martha-Kirche Bautzen erweitert. Die Disposition lautet wie folgt:
| I Hauptwerk C–g3 |            |        |
| 1.               | Principal  | 08′    |
| 2.               | Rohrflöte  | 08′    |
| 3.               | Quintatön  | 08′    |
| 4.               | Oktave     | 04′    |
| 5.               | Spitzflöte | 04′    |
| 6.               | Quinte     | 02 ⁄3′ |
| 7.               | Oktave     | 02′    |
| 8.               | Mixtur IV  |        |
| 9.               | Cornett IV |        |
| 10.              | Trompete   | 08′    |

| II Schwellwerk C–g3 |                 |         |
| 11.                 | Bordun          | 16′     |
| 12.                 | Geigenprincipal | 08′     |
| 13.                 | Gedackt         | 08′     |
| 14.                 | Salicional      | 08′     |
| 15.                 | Oktave          | 04′     |
| 16.                 | Rohrflöte       | 04′     |
| 17.                 | Harfpfeife      | 04′     |
| 18.                 | Oktave          | 02′     |
| 19.                 | Terz            | 01 3⁄5′ |
| 20.                 | Quinte          | 01 ⁄3′  |
| 21.                 | Sifflöte        | 01′     |
| 22.                 | Mixtur III      |         |
| 23.                 | Oboe            | 08′     |
|                     | Tremulant       |         |

| Pedal C–f1 |               |     |
| 24.        | Posaune       | 16′ |
| 25.        | Trompete      | 08′ |
| 26.        | Subbass       | 16′ |
| 27.        | Prinzipal     | 08′ |
| 28.        | Gedacktbass   | 08′ |
| 29.        | Gemshorn      | 04' |
| 30.        | Zink IV       |     |
| 31.        | Choralbass IV |     |

- Koppeln: II/I, I/P, II/P, Suboktavkoppeln II/I, Superoktavkoppeln II/II; II/I, Generalkoppel
- Spielhilfen: 2 freie und 2 feste Kombinationen, Zungenabsteller, Schweller, Walze
- Taschen- und Kegelladen mit pneumatischer Traktur

## Glocken
Das ursprüngliche Geläut bestand aus drei Bronze-Kirchenglocken: der großen aus dem Jahr 1453 mit dem Ton "d", der kleinen aus dem Jahr 1463 mit dem Ton "g" und einer weiteren aus der Zeit um 1400, die 1940 verkauft wurde. Die dafür neu gegossene Glocke musste im Jahre 1942 als „Glockenspende“ an das Nazi-Regime abgetreten werden. Im Jahr 1997 schaffte es die Kirchgemeinde, Geld für eine neue mittlere Bronze-Glocke zu sammeln, die in Karlsruhe gegossen wurde und das Dreier-Geläut komplettierte. Der Glockenstuhl ist aus Eichenholz.
Im Folgenden eine Datenübersicht des Geläutes:
| Nr. | Gussdatum | Gießer                  | Durchmesser | Masse   | Schlagton |
| --- | --------- | ----------------------- | ----------- | ------- | --------- |
| 1   | 1453      | Glockengießer unbekannt | 1383 mm     | 1350 kg | d´        |
| 2   | 1997      | Glockengießer A.Bachert | 1121 mm     | 915 kg  | f´        |
| 3   | 1463      | Glockengießer unbekannt | 1097 mm     | 650 kg  | g´        |

## Pfarrer seit 1509
- 1509 - Gareisen, Johannes
- 1527 - Schreiner, Johann
- 1569 - Schneider, Balthasar
- 1627 - Helmreich, Paul von
- 1652 - Holzmann, Friedrich
- 1662 - Schlegel, Christoph
- 1716 - Krause, Johann Caspar
- 1765 - Facilides, Johann Victorin
- 1828 - Hanke, August Gottfried
- 1851 - Haase, Karl Leberecht
- 1893 - Klopfleich, Julius Kurt
- 1905 - Gersdorf, Johann Theodor
- 1908 - Dachselt, *Ernst Leberecht
- 1934 - Schönknecht, Max *Gottfried
- 1935 - Thiele, Karl
- 1935 - Vogel, Gotthilf Johann Nathanael
- 1937 - Wagner, Alfred Paul
- 1949 - Wermuth, Friedrich
- 1999 - Edelmann, Gottfried[8][9]

## Varia

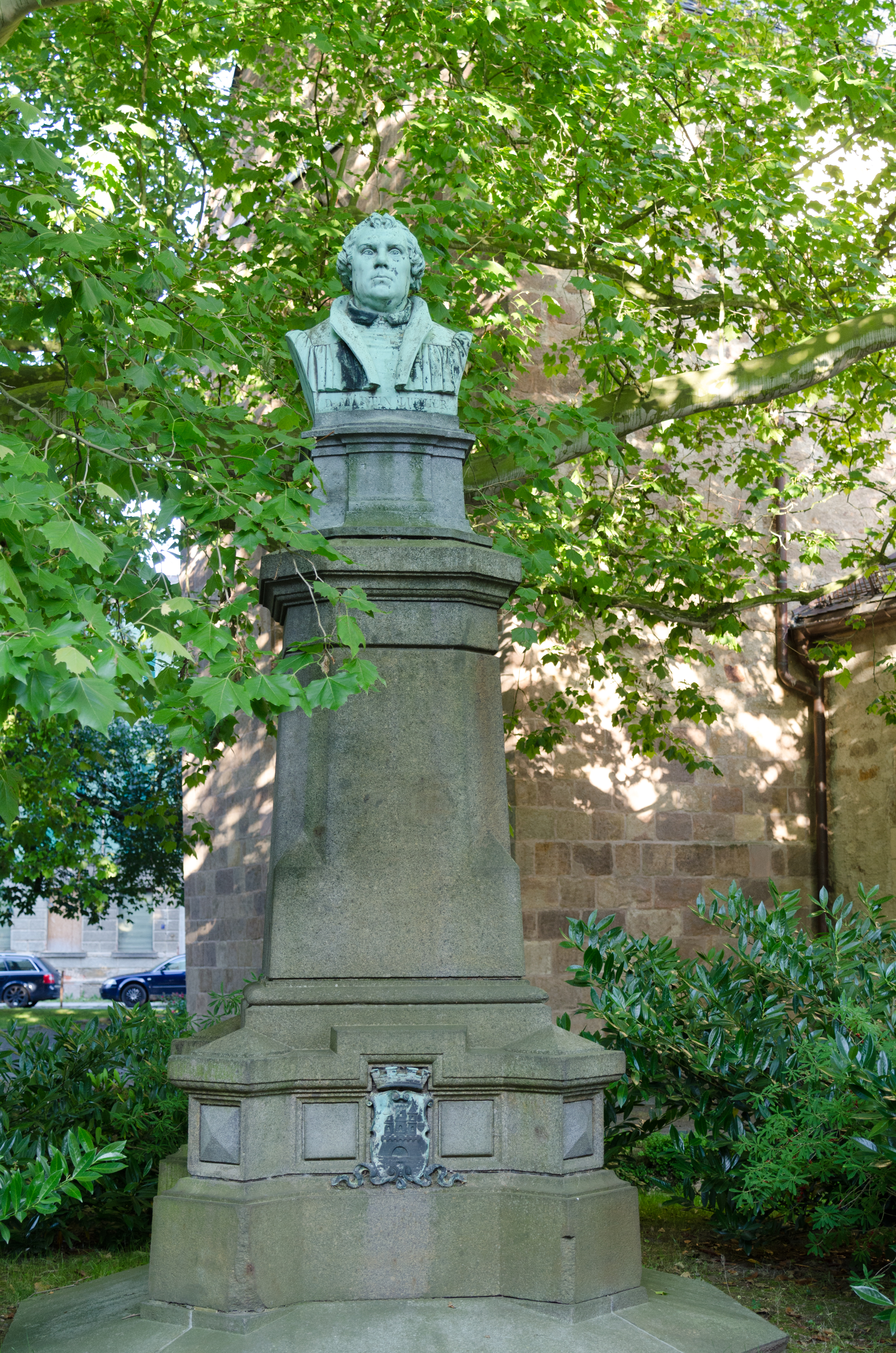
Denkmal für Martin Luther auf dem Frauenkirchhof

- Am 1. Juli 2018 sendete der Radiosender MDR Kultur den Gottesdienst aus der Kirche als Direktübertragung und machte so überregional auf den Sakralbau, die Orgel und die Kirchgemeinde aufmerksam.[10]
- An der Frauenkirche steht ein von Ernst Rietschel gestaltetes Denkmal für den Reformator Martin Luther. Das Denkmal auf dem Frauenkirchhof wurde zu Luthers 400. Geburtstag am 10. November 1883 enthüllt, es erinnert an Luthers zehn Aufenthalte in Grimma zwischen 1519 und 1544. Die Büste ist einer der fünf ersten Abgüsse vom Denkmal in Worms. Diese ersten fünf galten damals noch als Original und wurden deshalb vom Künstler signiert. Daher trägt die Luther-Büste in Grimma auf der Rückseite den Namenszug von Ernst Rietschel.[11]
- Aus Sorge vor zu kostspieligen Instandsetzungsarbeiten gab es um 1535 den Plan, die Frauenkirche abzutragen und die Steine zum Bau einer neuen Muldebrücke zu verwenden. Dies konnte Luthers Freund Georg Spalatin verhindern. In Grimma gab es damals die Ansicht, dass die Klosterkirche Grimma und die Nikolaikirche ausreichend wären.
- Das Gelände um die Frauenkirche war der Friedhof für die Oberstadt, bis 1542 vor dem Pappischen Tor ein neuer Friedhof angelegt wurde. Die innerstädtische Friedhofsmauer wurde 1799 abgetragen.[12]